# Прилепський Валентин Васильович
Валентин Васильович Прилепський (нар. 16 жовтня 1946, Євпаторія, Кримська область, РРФСР — пом. 27 січня 2019) — радянський футболіст та тренер, виступав на позиції нападника. Більшу частину кар'єри провів у сімферопольській «Таврії». Більшість м'ячів протягом кар'єри забив з близької відстані, завдяки вдалій грі на випередження.

## Життєпис
Народився в Євпаторії, потім нетривалий період часу проживав з батьками в Сімферополі, проте незабаром ріс з бабусею в Армянську. Саме в цьому місті й закінчив школу. Футболом захопився з юних років, грав з однолітками в м'яча на спортивному майданчуку. Під час навчання в старшій школі тренувався зі старшокласниками.
По завершенні навчання виступав за аматорський колектив «Торпедо» (Приморський). На завершальному матчі чемпіонату Криму 1965 року був присутній Анатолій Заяєв, який по завершенні матчу запросив 19-річного Валентина до «Таврії», яка того сезону виступала в 3-й зоні класу «Б». Дебютував у футболці сімферопольського колективу в переможному (2:0) останньому матчі фінального етапу Класу «Б» проти тернопільського «Авангарду». У тому поєдинку Прилепський відзначився голом після результативної передачі Георгія Міхохоса. Сімферопольці вибороли путівку до Класу «А», проте місця в складі для молодого нападника не знайшлося. Новий головний тренер Євген Шпиньов вирішив зробити ставку на досвідчених футболістів. Тому Валентина вирішили відправити набиратися досвіду та майстерності до керчинського «Авангарду», який напередодні цього виборов путівку до Класу «Б». У новій команді став одним з основних гравців. У чемпіонаті зіграв 38 матчів, в яких відзначився 5-а голами, ще 1 поєдинок провів у кубку СРСР. У 1967 році Прилепського вирішили повернути до «Таврії», того сезону на поле він виходив нечасто й переважно з лави запасних. У сезонах 1968 та 1969 років на поле виходив частіше, проте високою результативністю не відзначвся (по 5 голів у кожному з вище вказаних сезонів). Ситуація змінилася в 1970 році, коли тодішній тренер «таврійців» Валентин Бубкін почав довіряти Прилепському місця в стартовому складі, як результат — 20 голів за сезон у чемпіонаті СРСР та 3 голи в національному кубку. Наступного сезону Валентин знову відзначився 20-а голами, а в 1972 році бомбардирський доробок Валентина був дещо скромнішим — 15 голів.
У 1973 році призваний на військову службу, яку проходив у тираспольській «Зірці» (на той час команда СКА змінила свою назву та переїхала до Тирасполя). Наступного року повернувся до Сімферополя. Дебютував у футболці «Таврії» 6 березня 1974 року в нічийному (2:2) домашньому поєдинку 1/32 фіналу кубку СРСР проти кемеровського «Кузбасу». Валентин вийшов на поле в стартовому складі та відіграв увесь матч. У Класі «Б» дебютував за сімферопольців 15 липня 1974 року в нічийному (0:0) домашньому поєдинку 2-о туру проти липецького «Металурга». Прилепський вийшов на поле в стартовому складі, а на 81-й хвилині його замінив Андрій Черемісін. Дебютним голом у новому сезоні відзначився 2 травня 1974 року на 63-й хвилині переможного (4:1) домашнього поєдинку 5-о туру Першої ліги проти пермської «Зірки». Прилепський вийшов на поле в стартовому складі, замінивши Миколу Климова У сезоні 1974 року відзначився 15-а голами. Після чого поступово почав втрачати своє місце, окрім цього не відзначася високою результативністю. У 1975 році відзначився 3-а голами в 33-х матчах чемпіонату. 4 квітня 1978 року, напередодні старту нового сезону, отримав на тренувальних зборах важку травму коліна, через яку пропустив пів року. Одужав після травми, проте колишньої форми набрати не вдалося. У 1976 році в 11-и матчах чемпіонату відзначився 4-а голами (ще 2 матчі та 2 голи провів у кубку країни).
Сезон 1979 року розпочав у складі «Таврії» провів 3 матчі у Першій лізі та 1 поєдинок (1 гол) у кубку СРСР. Другу половину сезону розпочав у [Електрометалург-НЗФ|«Колосі»]]. У нікопольському клубі провів близько 2-х років, за цей час у Другій лізі СРСР зіграв 51 матч (15 голів), ще 3 матчі (1 гол) провів у кубку СРСР.. По ходу сезону 1979 року повернувся до «Таврії», у футболці якої дебютував 28 червня того ж року в нічийному (1:1) домашньому поєдинку 21-о туру Першої ліги проти фрунзенської «Алги». Валентин вийшов на поле на 70-й хвилині, замінивши Євгена Короля. У футболці «таврійців» загалом зіграв 307 матчів у чемпіонатах СРСР (89 голів), ще 16 матчів (6 голів) провів у кубку СРСР. Через наслідки травми завершив професіональну кар'єру.
Сезон 1980 року розпочав у складі аматорського колективу «Титан» (Армянськ), у футболці якого провів 10 матчів (5 голів). По ходу сезону 1980 року перейшов у сімферопольський «Метеор», у складі якого до 1987 року був граючим головним тренером. Потім працював у сімферопольській ДЮСШ, з 1990 по 1991 рік допомагав тренувати «Сиваш» (Ішунь). Працював у Федерації футболу АРК Крим.
Помер 27 січня 2019 року.

## Досягнення
«Таврія» (Сімферополь)
- Друга ліга СРСР
  -  Срібний призер (1): 1973 (фінальний раунд)